# Trichestra rufescens
Trichestra rufescens là một loài bướm đêm trong họ Noctuidae.